# Agostino Straulino
Agostino Straulino est un skipper italien né le 10 octobre 1914 à Mali Lošinj en Croatie et mort le 14 décembre 2004 à Rome.

## Carrière
Agostino Straulino embrasse la carrière d'officier de marine et est formé à l'Istituto tecnico nautico Sebastiano Venier. Il servira avec distinction comme nageur de combat dans la Décima MAS et obtiendra deux médailles de la valeur militaire pour ses actions de commando contre des navires anglais mouillésdans la rade de Gibraltar. Il terminera sa carrière avec le rang de Contre-Amiral.
Agostino Straulino obtient une médaille d'or olympique de voile en classe Star aux Jeux olympiques d'été de 1952 à Helsinki. Quatre ans plus tard, lors des Jeux olympiques d'été de 1956 à Melbourne, il remporte la médaille d'argent.
Au début des années 1960 il commande le trois mâts école de la marine italienne, 'Amerigo Vespucci.

## Hommage
Le 7 mai 2015, en présence du président du Comité national olympique italien (CONI), Giovanni Malagò, a été inauguré  le Walk of Fame du sport italien dans le parc olympique du Foro Italico de Rome, le long de Viale delle Olimpiadi. 100 tuiles rapportent chronologiquement les noms des athlètes les plus représentatifs de l'histoire du sport italien. Sur chaque tuile figure le nom du sportif, le sport dans lequel il s'est distingué et le symbole du CONI. L'une de ces tuiles lui est dédiée .